# Нојкирх (Тетнанг)
Нојкирх (њем. Neukirch) општина је у њемачкој савезној држави Баден-Виртемберг. Једно је од 23 општинска средишта округа Бодензе. Према процјени из 2010. у општини је живјело 2.678 становника. Посједује регионалну шифру (AGS) 8435042.

## Географски и демографски подаци
Нојкирх се налази у савезној држави Баден-Виртемберг у округу Бодензе. Општина се налази на надморској висини од 570 метара. Површина општине износи 26,6 km². У самом мјесту је, према процјени из 2010. године, живјело 2.678 становника. Просјечна густина становништва износи 101 становника/km².